# Yang Wenyi
Yang Wenyi (chinesisch 楊文意, Pinyin Yáng Wényì; * 11. Januar 1972 in Shanghai, China) ist eine ehemalige chinesische Schwimmerin und Olympiasiegerin.
Bei den Olympischen Sommerspielen 1988 in Seoul gewann sie im Alter von 16 Jahren die Silbermedaille über 50 Meter Freistil. Vier Jahre später bei den Olympischen Sommerspielen in Barcelona reichte es in derselben Disziplin schließlich zu Gold. Mit der chinesischen Staffel erreichte sie zudem den 2. Platz über 4 × 100 m Freistil.
Im April 1988 verbesserte Yang den Weltrekord über 50 Meter Freistil um 30 Hundertstelsekunden auf 00:24,98 min. Damit war sie die erste Frau, welche über diese Distanz weniger als 25 Sekunden benötigte. Diesen Rekord verbesserte sie vier Jahre später bei ihrem Olympiasieg in Barcelona nochmals um 19 Hundertstelsekunden.